# Dariusz Baranowski
Dariusz Baranowski (* 22. Juni 1972 in Wałbrzych) ist ein ehemaliger polnischer Radrennfahrer.
Nachdem Baranowski als Amateur dreimal die Polen-Rundfahrt gewonnen hatte (1991 bis 1993), wurde er 1996 Profi beim US Postal Service Pro Cycling Team. Zuvor war er zweimal Zweiter bei der Internationalen Friedensfahrt (1991 und 1995) geworden. 1991 gewann er eine Etappe der Rundfahrt.
Bis zum Jahr 2006 bestritt er zwölf „Grand Tours“, von denen er zehn beendete. Nachdem er einer Beteiligung am Dopingskandal Fuentes verdächtigt wurde, erhielt er nach der Saison 2006 keine Verträge mehr bei größeren Radsportteams und war bei polnischen Continental Teams tätig.

## Erfolge
1991
- Polen-Rundfahrt und eine Etappe
- eine Etappe Internationale Friedensfahrt

1992
- Polen-Rundfahrt und eine Etappe

1993
- Course de la Solidarité Olympique
- Polen-Rundfahrt

1995
- eine Etappe und Bergwertung Niedersachsen-Rundfahrt

1996
- GP Faber

1997
- Redlands Classic und eine Etappe
- Polnischer Meister Einzelzeitfahren

2001
- Mannschaftszeitfahren Portugal-Rundfahrt

2002
- GP Mitsubishi und zwei Etappen

2008
- Mannschaftszeitfahren Mazovia Tour
- Pomorski Klasyk

2011
- eine Etappe Czech Cycling Tour

## Grand-Tour-Platzierungen
| Grand Tour            | 1997 | 1998 | 1999 | 2000 | 2001 | 2002 | 2003 | 2004 | 2005 | 2006 |
| --------------------- | ---- | ---- | ---- | ---- | ---- | ---- | ---- | ---- | ---- | ---- |
| Giro d’ItaliaGiro     | –    | –    | –    | 22   | –    | –    | 12   | –    | 57   | DNF  |
| Tour de FranceTour    | 87   | 12   | –    | 30   | –    | 24   | –    | 94   | –    | –    |
| Vuelta a EspañaVuelta | –    | –    | –    | –    | DNF  | –    | –    | 33   | 79   | –    |